# El Colorín, Michoacán de Ocampo
El Colorín är en ort i Mexiko.   Den ligger i kommunen Tlalpujahua och delstaten Michoacán de Ocampo, i den sydöstra delen av landet, 120 km väster om huvudstaden Mexico City. El Colorín ligger 2 454 meter över havet och antalet invånare är 166.
Terrängen runt El Colorín är kuperad. Runt El Colorín är det ganska tätbefolkat, med 192 invånare per kvadratkilometer. Närmaste större samhälle är El Oro de Hidalgo, 15,1 km öster om El Colorín. I omgivningarna runt El Colorín växer huvudsakligen savannskog.